# Engel (cântec)

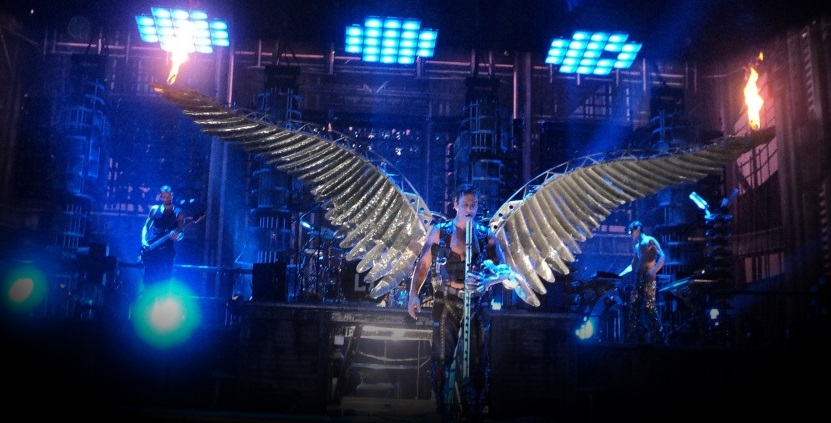
Trupa germană Rammstein cântând piesa "Engel" la Mexico City, 27 mai 2011.

„Engel” (germană pentru „Înger” sau „Îngeri”) este o piesă a trupei germane de metal industrial Rammstein. A fost lansat în aprilie 1997 ca primul single de pe al doilea album, Sehnsucht. Partea feminină a corului cântecului este cântată de Christiane "Bobo" Hebold a formației germane de pop Bobo în Case din lemn alb. O versiune în engleză a „Engel” poate fi găsită în edițiile speciale din SUA ale Sehnsucht.

### Interpretare
În timp ce Lindemann, Schneider și Flake sunt în audiență, Paul Landers poate fi văzut luând locul lui Schneider cântând la baterie și Kruspe și Riedel sunt văzuți cântând. Videoclipul face trimitere la filmul din 1996, Dusk Till Dawn.
| "Engel"                                                      | "Engel"                                                                                                   |                  |
| ------------------------------------------------------------ | --- | ---------------- |
|                                                              | |                  |
| Single de Rammstein                                          | |                  |
| din album Sehnsucht                                          | |                  |
| B-side                                                       | - "Sehnsucht" - "Rammstein" - "Feuerräder" - "Wilder Wein"                                                |                  |
| Lansat                                                       | 1 April 1997                                                                                              |                  |
| Recorded                                                     | 1996–1997                                                                                                 |                  |
| Studio                                                       | Temple (Mistra, Malta)                                                                                    |                  |
| gen                                                          | - Neue Deutsche Härte - industrial metal                                                                  |                  |
| lungime                                                      | 4:24 |                  |
| Label                                                        | Motor |                  |
| scriitori                                                    | - Richard Kruspe - Paul Landers - Till Lindemann - Christian Lorenz - Oliver Riedel - Christoph Schneider |                  |
| producători                                                  | - Jacob Hellner - Rammstein                                                                               |                  |
| cronologie single-uri                                        | |                  |
| \| "Seemann" (1996) \| "Engel" (1997) \| "Du hast" (1997) \| | |                  |
| "Seemann" (1996)                                             | "Engel" (1997)                                                                                            | "Du hast" (1997) |

### interpretare on stage
Spectacole live
În mod obișnuit în timpul turneului Sehnsucht, a fost folosit ca ultimul cântec al platoului principal în concertele non-festival. În primele luni ale turneului Mutter (2001), „Engel” a apărut sporadic în listele de seturi, dar a devenit din nou obișnuit în noiembrie și a continuat ca ultima melodie a platoului principal până la sfârșitul turneului.
Când se executau pe scenă, flăcările erau împușcate în aer, iar bețele lui Schneider trăgeau scântei. În spectacolele „Live aus Berlin”, Bobo s-a alăturat lui Rammstein pentru a-și cânta părțile din interiorul unei cuști în flăcări, în locul corului obișnuit preînregistrat folosit în majoritatea spectacolelor. După ce a fost exclus în întregul turneu Reise, Reise, „Engel” s-a întors la setlists ca piesa de închidere a turneului Liebe ist für alle da tour, care a avut loc în 2009 și 2011. De data aceasta, vocalistul Till Lindemann a cântat corul în loc de Liniile preînregistrate ale lui Bobo. Pentru pirotehnică, Lindemann poartă un set de aripi de înger care trag flăcări din vârfuri și au scântei de-a lungul lor. Engel a fost penultima piesă de pe setlist în timpul turneului Made in Germany 1995-2011 și al turneului din 2016.